# Filodrillia ornata
Filodrillia ornata é uma espécie de gastrópode do gênero Filodrillia, pertencente à família Borsoniidae.